# Sara May
Sara May (Barcelona, 13 de febrero de 1981) es una actriz porno española.
Debutó a comienzos de 2006 de la mano del director de cine porno Giancarlo Candiano en gonzos para Canal X. En ese mismo año 2006 gana el Premio Ninfa a la mejor actriz revelación española en el FICEB, por la película Dieta Mediterránea (DeseoX). Pertenece a la misma generación de actrices porno españolas que las famosas Sonia Baby o Zuleidy.

## Filmografía
- ’Sex angels 2’
- ’Dieta Mediterránea (DeseoX.com)’
- ’Girls travels’
- ’Más dura que la piedra’
- ’Weekend en Ibiza’
- ’Mujeres satisfechas’
- ’Feria Española (DeseoX.com)’
- ’Contra la pared (DeseoX.com)’
- ’Esto es Benidorm (PorNOaburrirse.com)’
- ’Talión, ojo por ojo, sexo por sexo (Thagson Deluxe & Alma digital)’

- Datos: Q6121752